# 巴耶峰
巴耶峰（英語：Bayt Peak）是南極洲的山峰，座標65°2′S 63°1′W，位於葛拉漢地西岸的丹科海岸，俯瞰弗蘭德雷斯灣的布里安灣，海拔高度1,400米（4,600英尺），由讓-巴蒂斯特·夏古率領的法國探險隊繪入地圖，現時由南極條約體系管理。